# Anton Dežman
Anton Dežman (partizansko ime Tonček), slovenski prvoborec, partizan, general in narodni heroj, * 16. junij 1920, Lesce, † 1. junij 1977, Radovljica.
Njegov nečak je Jože Dežman, slovenski zgodovinar.

## Življenjepis
Rezervni generalmajor JLA Dežman je pred začetkom vojne deloval v naprednih delavsko kulturno-prosvetnih društvih in SKOJu. Bil je prostovoljec v vojski na začetku aprilske vojne 1941. Julija 1941 pridružil NOGu, kjer je bil borec v Jelovški četi in mitraljezec Cankarjevega bataljona ter komandir oddelka v dražgoški bitki. Član KPS je postal 1942. Bil je komandir Selške čete, komandant Jelovškega, kasneje 7. bataljona Gorenjskega odreda. Jeseni 1943 je postal poveljnik VOSa za Jesenice in 1944 poveljnik Udbe za Gorenjsko. Po osvoboditvi je bil v Titovi gardi, leta 1948 je postal komandant odreda posebnih enot JLA in eden od ustanoviteljev Vojaškega gradbenega podjetja Sarajevo. Leta 1955 je končal Višjo vojaško akademijo JLA in nato služboval v ljubljanskem vojnem področju.

## Odlikovanja
- red narodnega heroja
- red za hrabrost (2x)
- red zaslug za ljudstvo II. stopnje
- red bratstva in enotnosti II. stopnje
- red partizanske zvezde III. stopnje
- partizanska spomenica 1941